# Малиновский, Александр Леонидович
Александр Леонидович Малиновский (29 апреля 1964) — советский, белорусский гандболист. Заслуженный мастер спорта СССР (1989).

## Карьера
- СКА Минск (1984-90)
- «Эсперанс» Тунис (1991-93)
- «Искра» Кельце, Польша (1993-94, 1995-96), «Асса» Израиль (1994-95), «Коньске» Польша (Д2) (1996-98).

Тренерскую карьеру начал в польском «Радоме» (Д3) (1998—2001). В ноябре 2001 принял клуб «Колпортер» (сейчас — «Виве») из Кельце, который в мае 2003 г. привел к победам в чемпионате и Кубке Польши.

## Достижения
- Чемпион мира среди юниоров (1985).
- Победитель Игр доброй воли (1986).
- Участник чемпионата мира (1995, 9-е место).
- В национальной сборной СССР — 16 игр, 11 голов. В национальной сборной Беларуси — 9 игр, 7 голов.
- Трёхкратный обладатель Кубка чемпионов (1987, 89-90), обладатель Кубка кубков (1988) и Суперкубка (1989).
- Четырёхкратный чемпион СССР (1985-86, 88-89).
- Двукратный чемпион и двукратный обладатель Кубка Туниса (1992-93).
- Двукратный чемпион Польши (1994, 96).

## Личная жизнь
Супруга — Жанна, сыновья — Виктор и Александр (оба гандболисты, игроки клуба «Полоника» из Кельце).